# Bisiluro Silver Fox
Der Bisiluro Silver Fox (deutsch: Doppeltorpedo Silberfuchs) ist ein Sportwagen-Prototyp, der im Jahr 1967 auf dem Automobilsalon in Turin der Öffentlichkeit präsentiert wurde. Der Wagen wurde von der Officine Stampaggi Industriali S.p.A. (OSI) konstruiert und kam wegen Insolvenz des Herstellers nie zur Testfahrt.

## Entwicklungsgeschichte
Der OSI Bisiluro Silver Fox geht auf eine Idee des Rennfahrers Piero Taruffi zurück. Taruffi  experimentierte zuvor mit diversen Doppelrumpf-Konzepten (Nardi, Pegaso). Anfang 1966 schlug Taruffi der Officine Stampaggi Industriali S.p.A. den Bau eines Doppelrumpf-Rennwagens vor. Geplant war der Start beim Rennen in Le Mans. Sergio Sartorelli fertigte daraufhin einige Skizzen dazu an. Schon Mitte 1966 wurden die ersten Modelle im Windkanal des Turiner Polytechnikums getestet. Daraufhin folgt der Prototyp.

## Technik
Der durch Alpine getunte Vierzylinder-Renault-Motor mit 1,0 Liter Hubraum ist auf der linken Seite hinter den Sitzen angebracht. Das ungewöhnliche Design des Fahrzeugs erinnert an den Bootstyp eines Katamarans. Das Heck und die Front mit einer strömungsbegünstigten Stirnfläche von 1,4 m² teilen sich zu je zwei Spitzen auf. Die zwei Rümpfe sind durch die Fahrerkabine sowie durch drei Leitwerke in Form von Tragflächen verbunden. Der erste dieser Spoiler kann im Stand beliebig verstellt werden, um die Stärke des Abtriebs zu bestimmen. Der mittlere lässt sich während der Fahrt verstellen, der hintere ist fixiert.

## Weitere Messen und derzeitiger Besitzer
Der Wagen wurde ebenfalls 1997 auf der Retromobile Show in Paris sowie am Goodwood Festival of Speed 2013 gezeigt und befindet sich heute in Privatbesitz des französischen Rennfahrers Paul-Emile Bessade.